# 비쇼프스호펜

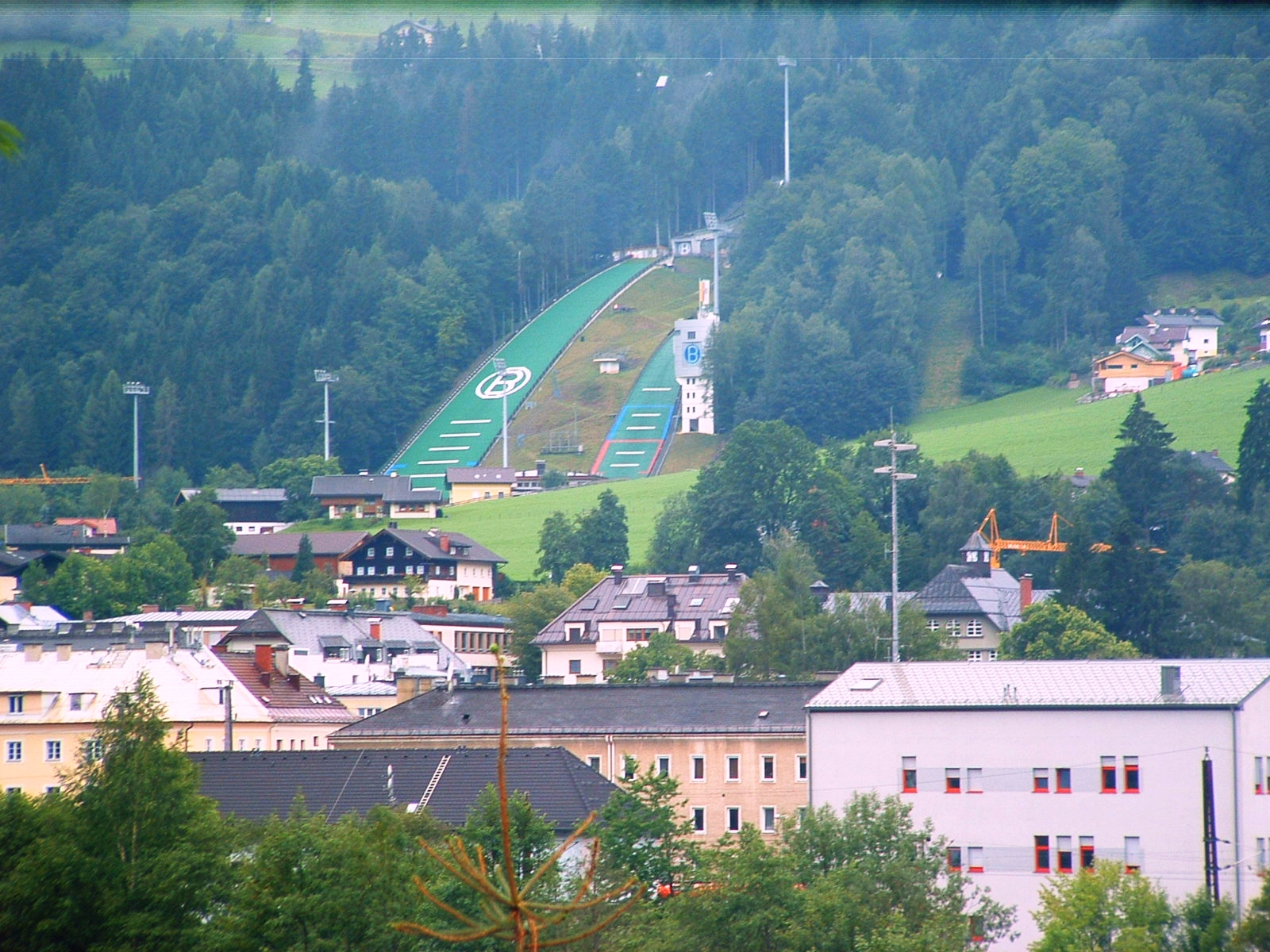
비쇼프스호펜

비쇼프스호펜(독일어: Bischofshofen)은 오스트리아 잘츠부르크주에 위치한 도시로 면적은 49.62km2, 높이는 544m, 인구는 10,352명(2012년 기준), 인구 밀도는 210명/km2이다. 알프스산맥의 잘차흐강과 접한다.

시 문장